# The Adventures of Pluto Nash
The Adventures of Pluto Nash is een Amerikaanse sciencefictionfilm uit 2002. De film werd geregisseerd door Ron Underwood, met Eddie Murphy in de hoofdrol. De film wordt gezien als een van de grootste flops ooit: de opbrengst wereldwijd bedroeg 7,1 miljoen dollar tegen een productiebudget van 100 miljoen dollar.

## Verhaal
De film speelt in een toekomst waarin de mens de maan heeft gekoloniseerd. Pluto Nash, een gepensioneerde smokkelaar die zijn dagen slijt in de maankolonie Little America, koopt een zangclub om te voorkomen dat de eigenaar, Anthony Frankowski, wordt vermoord door Gino en Larry vanwege zijn slechte polkazangkunst en het feit dat zijn club zo onpopulair is.
Zeven jaar later runt Nash nog steeds "Club Pluto", samen met zijn assistent, Bruno, een oude androïde. Frankowski is nu een succesvol musicalster genaamd Tony Francis. In zijn club wordt Nash benaderd door een vrouw genaamd Dina Lake, die gestrand is op de maan en graag als zangeres in zijn club wil optreden in ruil voor een rit naar de aarde. Ook krijgt Nash bezoek van boodschappers gestuurd door een mysterieuze ondernemer genaamd Rex Crater, die de club wil kopen. Nash weigert, waarna Craters handlangers de club verwoesten. Nash, Dina en Bruno weten te ontkomen. Van een ex-politieagent genaamd Rowland hoort Nash dat Rex Crater nooit zijn penthouse verlaat, welke in Moon Beach City ligt. Ook blijkt dat Crater samengewerkt heeft met de reeds overleden Dr. Runa Pendankin, een geneticus gespecialiseerd in klonen.
Nash en Dina bezoeken Dr. Pendankins leerling, Mona Zimmer, die opbiecht dat haar voormalige baas samenwerkte met een aardse crimineel die alleen bekend is onder de initalen "WZW". Nash moet met Dina en Bruno onderduiken in zijn oude smokkelschuilplaats om te ontkomen aan de handlangers van Crater. Nash ontdekt dat WZW eigenlijk "Michael Zoroaster Marucci" is, en vermoed dat hij en Crater een en dezelfde zijn. Na meerdere keren te zijn ontsnapt aan Craters handlangers, onder andere dankzij hulp van Felix Laranga (een smokkelaar die Nash als zijn rolmodel ziet), komt Nash aan in Moon Beach. Eenmaal in het penthouse van Crater komt hij tot de ontdekking dat Crater een kloon is van hemzelf, gemaakt door Dr. Pendankin in opdracht van Michael Marucci. Hij heeft echter beide mannen uit de weg geruimd om zelf vrij spel te hebben.
Nash maakt handig gebruik van het feit dat Crater zijn kloon is door zich zelf voor te doen als Crater en de echte Crater door zijn eigen handlangers te laten neerschieten. Hij overleeft het dankzij een kogelwerend shirt. In de worsteling tussen Nash en Crater die volgt, valt Crater uit het raam en sterft.
Nash herbouwt nadien zijn club, met Dina als hoofdzangeres.

## Rolverdeling
| Acteur              | Personage       |
| ------------------- | --------------- |
| Eddie Murphy        | Pluto Nash      |
| Randy Quaid         | Bruno           |
| Rosario Dawson      | Dina Lake       |
| James Rebhorn       |                 |
| Peter Boyle         | Rowland         |
| Jay Mohr            | Tony Francis    |
| Pam Grier           | Flura Nash      |
| Joe Pantoliano      |                 |
| John Cleese         | James           |
| Luis Guzmán         |                 |
| Burt Young          |                 |
| Miguel A. Núñez jr. |                 |
| Victor Varnado      |                 |
| Illeana Douglas     | Dr. Mona Zimmer |

## Achtergrond
Het idee voor de film ontstond in de jaren 80 van de 20e eeuw. Het script onderging in de loop der jaren meerdere herzieningen. De productie begon in april 2000 en werd in september 2000 afgerond. Jennifer Lopez werd aanvankelijk gecast voor de rol van Dina, maar wees dit af.
De film werd met overwegend negatieve reacties ontvangen. Op Rotten Tomatoes staat de film op de 79e plaats van de 100 slechtste films uit de periode 2000-2010. Vijf procent van de recensenten op de website gaf de film een gunstige beoordeling. Critici kraakten de film vooral af vanwege het acteerwerk, gebrek aan humor en de special effects.
Ook in financieel opzicht was de film een mislukking.

## Prijzen en nominaties
| Jaar | Prijs                                                                | Genomineerde(n)                           | Uitslag     |
| ---- | -------------------------------------------------------------------- | ----------------------------------------- | ----------- |
| 2009 | Golden Raspberry Award voor slechtste acteur van het decennium       | Eddie Murphy                              | Gewonnen    |
| 2002 | Golden Raspberry Award voor slechtste film                           |                                           | Genomineerd |
| 2002 | Golden Raspberry Award voor slechtste acteur                         | Eddie Murphy                              | Genomineerd |
| 2002 | Golden Raspberry Award voor slechtste schermkoppel                   | Eddie Murphy, Owen Wilson, Robert De Niro | Genomineerd |
| 2002 | Golden Raspberry Award voor slechtste regisseur                      | Ron Underwood                             | Genomineerd |
| 2002 | Golden Raspberry Award voor slechtste scenario                       | Neil Cuthbert                             | Genomineerd |
| 2004 | Golden Raspberry Award voor slechtste komedie van de laatste 25 jaar |                                           | Genomineerd |